# Albert Breuleux
Albert Breuleux fue un deportista suizo que compitió en remo. Ganó dos medallas de bronce en el Campeonato Europeo de Remo, en los años 1908 y 1909.

## Palmarés internacional
| Campeonato Europeo | Campeonato Europeo        | Campeonato Europeo | Campeonato Europeo |
| Año                | Lugar                     | Medalla            | Prueba             |
| ------------------ | ------------------------- | ------------------ | ------------------ |
| 1908               | Lucerna (Suiza)           | Medalla de bronce  | Cuatro con timonel |
| 1909               | Juvisy-sur-Orge (Francia) | Medalla de bronce  | Cuatro con timonel |